# Zorkóc
Zorkóc (szlovákul Zorkovce) egykor önálló község, ma Stubnyafürdő városrésze Szlovákiában, a Zsolnai kerület Stubnyafürdői járásában.

## Fekvése
Stubnyafürdő központjától 3 km-re északkeletre fekszik.

## Története
A 18. század végén Vályi András így ír róla: „ZORKÓCZ. Zorkovce. Tót falu Túrócz Várm. földes Ura Zorkóczy Uraság, lakosai evangelikusok, fekszik Sz. Mihályhoz nem meszsze, és annak filiája; határja igen nedves, és posványos, ’s leginkább száraz esztendőben termő; erdeje tsekély.”
Fényes Elek 1851-ben kiadott geográfiai szótárában így ír a faluról: „Zorkócz, tót f. Thurócz vgyében, Mosócz fiókja, ut. p. Rudnó.”
Révai nagy lexikonában ez áll: „Zorkócz, kisk. Turócz vm. stubnyafürdői j.-ban, (1910) 47 szlovák lak.”
1910-ben 47 szlovák lakosa volt. A trianoni békeszerződésig Turóc vármegye Stubnyafürdői járásához tartozott.